# Praziquantel
Il  praziquantel è il principio attivo di indicazione specifica per numerose infestazioni parassitarie da Cestodi e Trematodi, come, ad esempio, la schistosomiasi.

## Indicazioni
Viene utilizzato come terapia contro le forme parassitarie da cestodi.
Viene usato in associazione all'albendazolo (400 mg) e praziquantel (30 mg) per la calcificazione della parete della cisti.
La durata della terapia è di un mese, in alcuni casi di un mese e mezzo.

## Modalità di azione
Il praziquantel agisce tramite due meccanismi principali: provoca forti spasmi e paralisi nel verme e ne altera la morfologia, portandolo a morte. A questo punto, i resti del parassita vengono eliminati dal paziente tramite le feci.

## Dosaggi
- Schistosoma japonicum,  60 mg al giorno (diviso in più dosi)
- Altri tipi di schistosoma, 40 mg al giorno (diviso in due dosi a distanza di almeno 4 ore)
- Infezioni da cestodi, 10–25 mg/kg (una volta al giorno)
- Infezione di Hymenolepis nana, 25 mg al giorno